# George O. Gore II
George O. Gore II (Fort Washington, 15 dicembre 1982) è un attore statunitense.
George è meglio conosciuto per aver interpretato il ruolo di Michael Kyle Junior nella sitcom della ABC Tutto in famiglia e quello di G. William nel poliziesco della FOX New York Undercover.

## Biografia
George recita dall'età di 4 anni. Le sue partecipazioni televisive includono Law & Order e Il tocco di un angelo. George è inoltre ricordato per il ruolo di G, il figlio di Milik Yoba, nell'acclamato poliziesco New York Undercover grazie al quale ha ricevuto tre nomination agli NAACP Image Award. Dopo essersi diplomato, George si è iscritto al college per studiare finanza con l'obiettivo di lavorare in una banca d'affari, ma i suoi piani cambiarono quando ottenne il ruolo di Junior in Tutto in famiglia, di cui ha anche diretto gli episodi Il virus e Michael va in palestra.

## Filmografia

### Attore

#### Cinema
- Juice, regia di Ernest Dickerson (1992)
- Eddie - Un'allenatrice fuori di testa (Eddie), regia di Steve Rash (1996)
- L'avvocato del diavolo (The Devil's Advocate), regia di Taylor Hackford (1997)
- Un amore, una vita, una svolta (The Bumblebee Flies Anyway), regia di Martin Duffy (1999)
- Dance Flick, regia di Damien Dante Wayans (2009)

#### Televisione
- Law & Order - I due volti della giustizia (Law & Order) – serie TV, episodio 6x19 (1996)
- Il tocco di un angelo (Touched by an Angel) – serie TV, episodio 4x24 (1998)
- New York Undercover – serie TV, 39 episodi (1994-1998)
- The Nightmare Room – serie TV, episodi 1x06-1x07 (2001)
- Tutto in famiglia (My Wife and Kids) – serie TV, 122 episodi (2000-2005)
- Second Generation Wayans – serie TV, 10 episodi (2013)

### Sceneggiatore
- Sneakerentola, regia di Elizabeth Allen Rosenbaum (2022)[1]

### Regista
- Tutto in famiglia (My Wife and Kids) – serie TV, episodi 4x19-5x19 (2004-2005)